# Карни (Оклахома)
Карни (енгл. Carney) град је у америчкој савезној држави Оклахома.

## Демографија
По попису из 2010. године број становника је 647, што је 2 (-0,3%) становника мање него 2000. године.
| Група             | 2000.       | 2010.       |
| Белци             | 561 (86,4%) | 529 (81,8%) |
| Афроамериканци    | 7 (1,1%)    | 4 (0,6%)    |
| Азијати           | 0 (0,0%)    | 0 (0,0%)    |
| Хиспаноамериканци | 8 (1,2%)    | 6 (0,9%)    |
| Укупно            | 649         | 647         |